# Dysthéisme
Le dysthéisme (du grec δυσ- dys-, « mauvais » et θεός theos, « dieu ») est la croyance qu'un dieu n'est pas entièrement bon et qu'il est probablement malfaisant. Les définitions de ce terme varient quelque peu, un auteur le définissant comme « le cas où Dieu décide de devenir mauvais ».
Le concept général du dystéisme existe depuis des millénaires, comme le démontrent les dieux fripons que l'on trouve dans les systèmes de croyance polythéistes et la vision d'autres représentations d'êtres suprêmes (comme ceux des religions abrahamiques, en particulier l'Ancien Testament) comme des êtres en colère, vengeurs et féroces dans les points de vue non religieux. Le concept moderne remonte à plusieurs dizaines d'années. Dans son œuvre Anactoria, Algernon Charles Swinburne, figure de l'ère victorienne, évoque la poétesse grecque Sappho et son amant Anactoria dans une imagerie explicitement dystopique qui inclut le cannibalisme et le sadomasochisme.

## Contexte et détails
Ce concept a été fréquemment utilisé dans la culture populaire et fait partie de diverses traditions religieuses dans le monde. Les dieux fripons que l'on trouve dans les systèmes de croyance polythéistes ont souvent une nature distinctive. 
Un exemple connu est le dieu nordique Loki, dieu de la malice, de la discorde et des illusions, il a engendré des monstres et fait tuer Baldr, le fils de son frère de sang Odin, par jalousie.
Le zoroastrisme implique la croyance en une lutte permanente entre un dieu créateur de bonté (Ahura Mazda) et un dieu destructeur de haine (Ahriman), dont aucun n'est omnipotent, ce qui constitue une forme de cosmologie dualiste,.
Le dieu égyptien Apophis, qui personnifiait les ténèbres et le chaos, était un dieu misanthrope, ayant pour objectif de détruire toute création divine.
Le dieu grec Arès, selon l'époque et la région, était associé à toutes les horreurs de la guerre.
La Bible évoque le dieu Moloch, dont le culte pratiqué dans la région de Canaan impliquait des sacrifices d'enfants par le feu.
Dans le bouddhisme, Māra, l'esprit tentateur qui essaya d'empêcher Siddhartha Gautama d'atteindre l'éveil est parfois considéré comme un dieu de la mort,.
Les dysthéistes peuvent être théistes ou athées, et dans les deux cas, en ce qui concerne la nature du Dieu des religions abrahamiques, ils affirment que Dieu n'est pas bon et qu'il est peut-être, mais pas nécessairement, mauvais, en particulier (mais pas exclusivement) pour ceux qui ne souhaitent pas suivre cette foi. Par exemple, dans son ouvrage Sinners in the Hands of an Angry God, Jonathan Edwards, un prédicateur revivaliste, décrit un dieu rempli de colère vengeresse et de mépris.
Une vision particulière du dysthéisme, une approche athée, est résumée par l'éminent philosophe révolutionnaire Mikhaïl Bakounine, qui a écrit dans Dieu et l'État que « si Dieu existait vraiment, il serait nécessaire de l'abolir ». Bakounine a soutenu que, en tant qu'« amoureux jaloux de la liberté humaine, et la considérant comme la condition absolue de tout ce que nous admirons et respectons dans l'humanité », l'« idée de Dieu » constitue une oppression métaphysique de l'idée de choix humain. Cet argument est aussi une inversion de la phrase du déiste Voltaire : « si Dieu n'existait pas, il faudrait que l'homme l'invente ».